# 睫毛膏

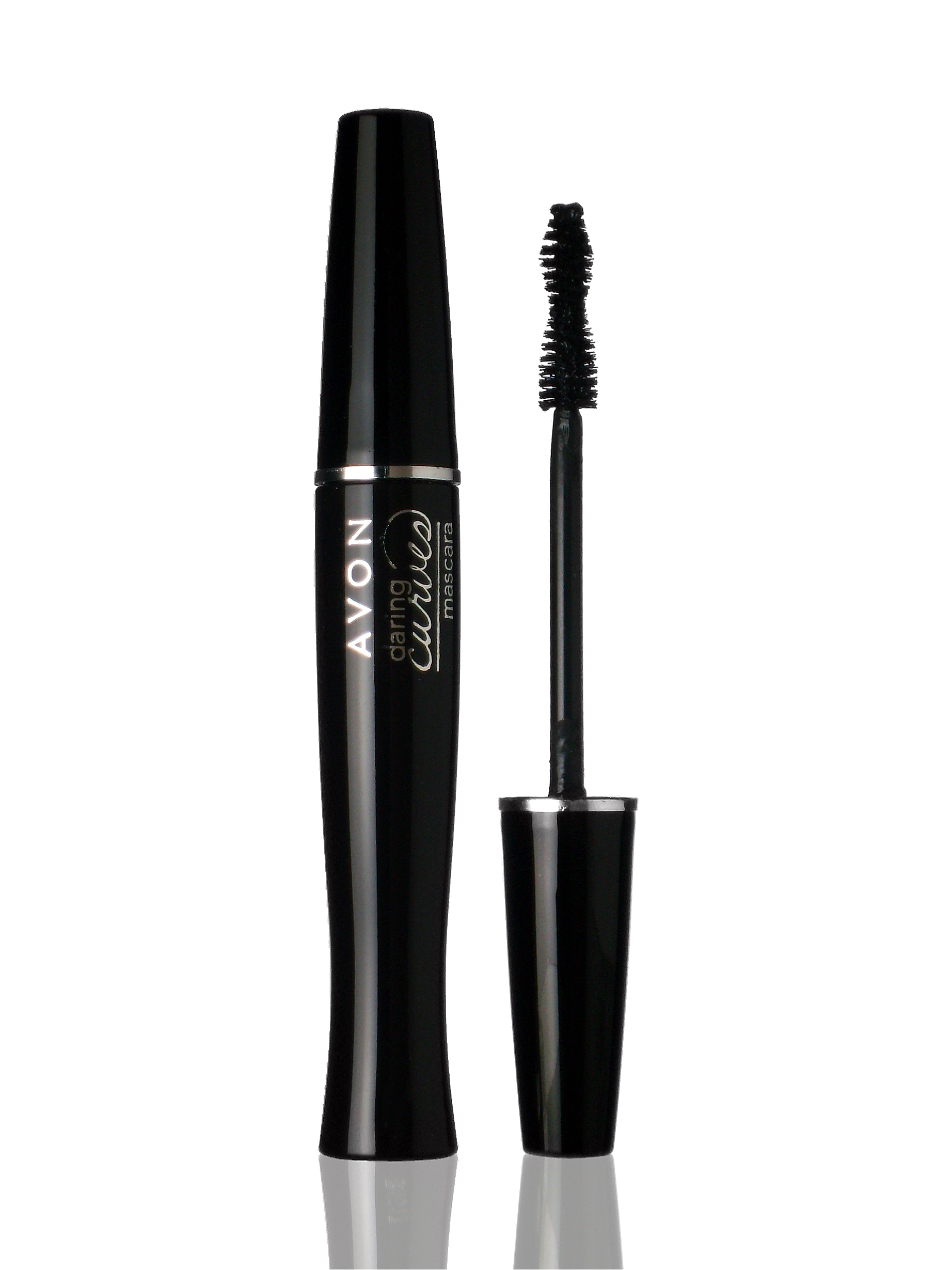
睫毛膏

睫毛膏為塗抹於睫毛的化妝品，目的在於使睫毛濃密，纖長，捲翹，以及加深睫毛的顏色。睫毛膏通常包含刷子以及內含塗抹用印色且可收納刷子的管子兩大部分所組合，刷子本身有彎曲型也有直立型，另外在質地方面，略可分為霜狀、液狀與膏狀。由於成份的改進與價格上的普及，以往重要場合才需要的刷睫毛步驟，現今漸次成為化妝必要的程序。

## 簡介
1913年美國化學家威廉姆斯（Thomas.L.Williams）為了他妹妹，Mabel所發明。將凡士林與碳粉混合製成的濃稠液體，塗抹於女性睫毛，使其眼睛於錯覺中變大。經過改良後，他於1917年以Maybelline品牌（混合他妹妹與凡士林之名）公開銷售此種睫毛膏。
雖然早期睫毛膏的材質與現今不同，但功能卻相同都是利用染髮的原理，讓睫毛伸展，上色，進而突顯眼睛的美麗。而睫毛膏附的刷子，除了負責將睫毛膏塗上睫毛之外，也兼具將睫毛刷整齊的功能。

## 沿革

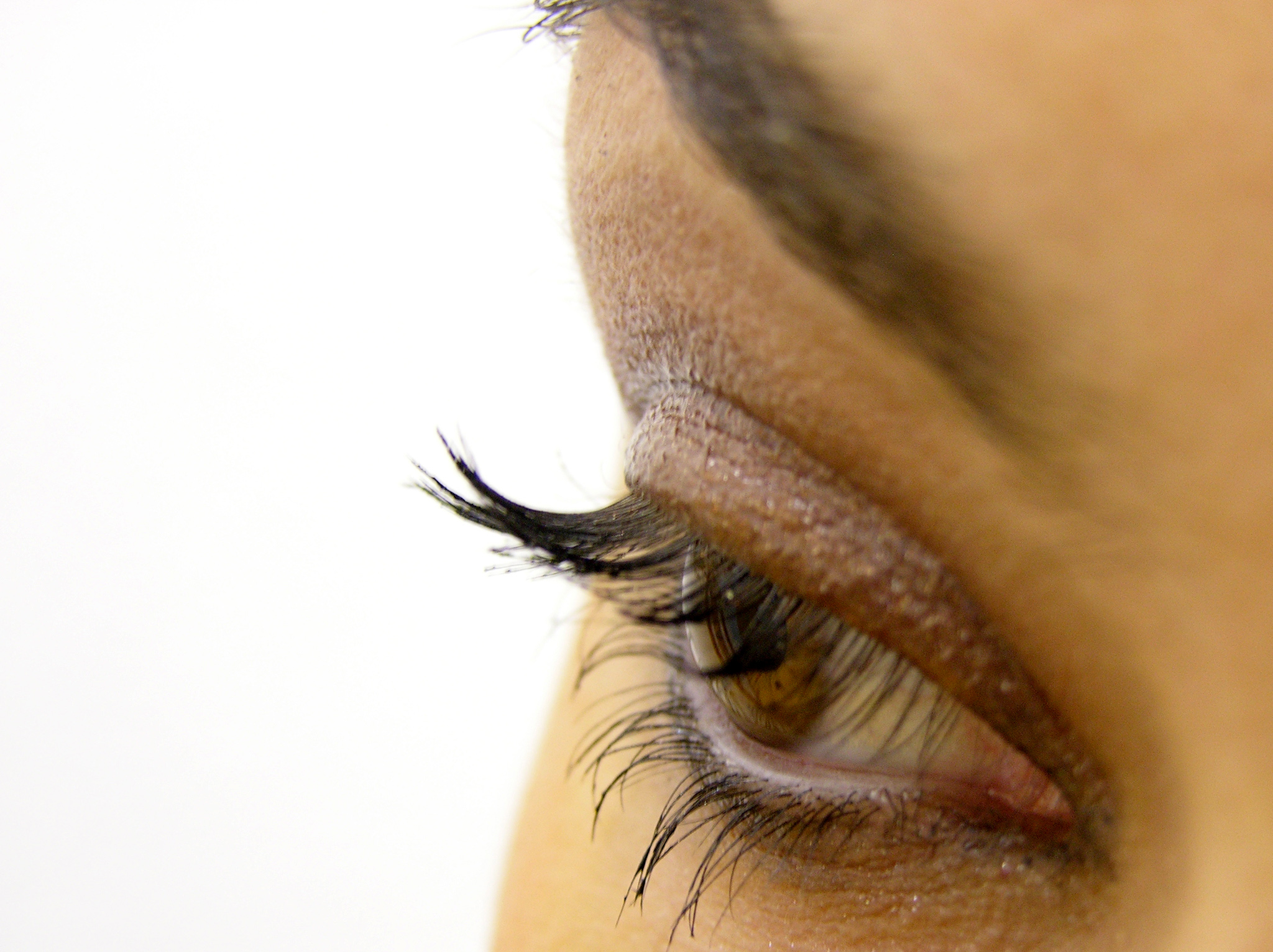
上了睫毛膏的女性眼睛

1950年以前，睫毛膏其實是種呈現濃稠液體的睫毛液，不僅難以塗抹均勻且容易掉色。1950年代之後，較高的化學科技，讓睫毛膏越來越容易塗抹，且較能保持一定時間效能。1970年代，油性睫毛膏出現，克服了掉色的困擾。
真正讓睫毛膏成為全世界通用的化妝品，應該是1990年之後。不但體積，品質，效能，顏色，亮度有長足進步，在材質上也強調植物性。2000年之後，因為在防水與卸妝兩大技術獲得突破，睫毛膏亦發成為全球女性常用的化妝品。

## 現況
今一般的睫毛膏總長約10公分，通常含有一支帶有柄與刷毛的刷子與可收納刷毛的管子。管子內則內含睫毛膏。另外在成分上，各家廠商都強調刷子材質為天然植物所製。
而另外，新式睫毛膏漸往塑膠刷頭發展，強調自然性，較方便使用、亦不會結塊。